# Pia Skrzyszowska
Pia Skrzyszowska (née le 20 avril 2001 à Varsovie) est une athlète polonaise, spécialiste des épreuves de sprint et de haies.

## Biographie
Elle est la fille de Jolanta Bartczak, sauteuse en longueur médaillée de bronze aux Championnats d'Europe en salle 1988 et olympienne aux Jeux olympiques de Séoul 1988.
Médaillée d'argent du 100 mètres haies aux championnats d'Europe juniors 2019, elle se classe 5e du 60 mètres haies lors des Championnats d'Europe en salle 2021, et remporte la médaille d'argent du relais 4 × 100 mètres lors des Relais mondiaux 2021. 
Aux championnats d'Europe par équipes 2021 de Chorzów, elle remporte l'épreuve du 100 m et du 100 m haies. Le 17 juillet 2021, lors des championnats d'Europe espoirs, elle s'adjuge la médaille d'or du 100 m haies en établissant un nouveau record personnel à 12 s 77.
Le 21 mai 2022, à Kalamata, elle porte son record personnel du 100 m en 11 s 12. Le 27, elle réalise son record personnel sur 100 m haies en 12 s 68. elle remporte deux médailles lors des championnats d'Europe d'athlétisme 2022 : l'or sur 100 m haies en 12 s 53 et l'argent au titre du relais 4 × 100 m.
En 2024 elle réalise 12 s 37 au meeting de La Chaux-de-Fonds, à un centième du vieux record polonais de Grażyna Rabsztyn.

## Palmarès
| Date | Compétition                       | Lieu      | Résultat | Épreuve          | Temps   |
| ---- | --------------------------------- | --------- | -------- | ---------------- | ------- |
| 2019 | Championnats d'Europe juniors     | Borås     | 2e       | 100 m haies      | 13 s 35 |
| 2021 | Championnats d'Europe par équipes | Chorzów   | 1re      | 100 m            | 11 s 25 |
| 2021 | Championnats d'Europe par équipes | Chorzów   | 1re      | 100 m haies      | 12 s 99 |
| 2021 | Championnats d'Europe espoirs     | Tallinn   | 1re      | 100 m haies      | 12 s 77 |
| 2022 | Championnats d'Europe             | Munich    | 1re      | 100 m haies      | 12 s 53 |
| 2022 | Championnats d'Europe             | Munich    | 2e       | Relais 4 × 100 m | 42 s 61 |
| 2023 | Jeux européens                    | Chorzów   | 1re      | 100 m haies      | 12 s 77 |
| 2023 | Championnats du monde             | Budapest  | 5e       | 4 x 100 m        | 42 s 66 |
| 2024 | Championnats du monde en salle    | Glasgow   | 3e       | 60 m haies       | 7 s 79  |
| 2024 | Championnats d'Europe             | Rome      | 3e       | 100 m haies      | 12 s 42 |
| 2025 | Championnats d'Europe en salle    | Apeldoorn | 3e       | 60 m haies       | 7 s 83  |

## Records
| Épreuve      | Temps        | Vent         | Lieu              | Date            |
| En plein air | En plein air | En plein air | En plein air      | En plein air    |
| ------------ | ------------ | ------------ | ----------------- | --------------- |
| 100 m        | 11 s 12      | +1,4         | Kalamata          | 21 mai 2022     |
| 100 m haies  | 12 s 37      | +1,6m/s      | La Chaux-de-Fonds | 14 juillet 2024 |
| En salle     |              |              |                   |                 |
| 60 m         | 7 s 12       | -            | Toruń             | 5 mars 2022     |
| 60 m haies   | 7 s 78       | -            | Łódź              | 4 février 2023  |